# Eu Nunca Fui Tão Sozinha Assim
"Eu Nunca Fui Tão Sozinha Assim" é uma canção da cantora brasileira Manu Gavassi e do cantor francês Voyou, gravada para seu quarto álbum de estúdio, Gracinha (2021). A canção foi escrita pelos intérpretes junto com seu produtor Lucas Silveira. Foi lançada em 27 de agosto de 2021, através da Universal Music, como primeiro single do álbum.

## Desenvolvimento
Em 21 de agosto de 2021, Gavassi anunciou seu retorno à carreira musical através de seu Instagram, após 1 ano sem nenhum lançamento, desde "Deve Ser Horrível Dormir Sem Mim", com Gloria Groove. A primeira publicação continha apenas três datas, sendo a primeira delas, dia 27 de agosto de 2021. Neste dia, deu-se início a sua nova fase para o quarto álbum de estúdio, sendo 'Eu Nunca Fui Tão Sozinha Assim' o primeiro single da era. Numa outra publicação, a artista soltou pequenos trechos dos meses em que passou ausente das redes sociais - janeiro à agosto - contando a produção, momentos importantes e fragilidade ao longo desse tempo, dando a entender que um possível documentário ou vídeos explicativos estaria sendo associado ao novo álbum.

## Desempenho comercial
A canção estreou em 75° no TOP 200 das músicas mais tocadas do Spotify, alcançando mais de 200 mil plays nas primeiras 24 horas apenas nessa plataforma. No iTunes Brasil, teve sua estreia em segundo lugar, além do pico de 17° na Apple Music. A música foi capa da maior playlist Pop do Brasil, a Pop Brasil, durante 2 semanas após o lançamento. No YouTube, acumulou mais de 100 mil visualizações no áudio em 24 horas, ficando em 16° dos vídeos em altas da plataforma. 

## Históricos de lançamento
| Região | Data                 | Formato                    | Gravadora | Ref   |
| ------ | -------------------- | -------------------------- | --------- | ----- |
| Mundo  | 27 de agosto de 2021 | Download digital streaming | Universal | [ 3 ] |